# تشارلز وادزورث
تشارلز وادزورث (بالإنجليزية: Charles Wadsworth) هو عازف بيانو أمريكي، ولد في 1929.

## وصلات خارجية
- تشارلز وادزورث على موقع ميوزك برينز (الإنجليزية)
- تشارلز وادزورث على موقع أول ميوزيك (الإنجليزية)
- تشارلز وادزورث على موقع ديسكوغز (الإنجليزية)